# Amerikaanse PGA Tour 1977
De Amerikaanse PGA Tour 1977 was het 62ste seizoen van de Amerikaanse PGA Tour. Het seizoen begon met het Phoenix Open en eindigde met het Walt Disney World National Team Champiosnhip. Er stonden 45 toernooien op de agenda.

## Kalender
| Data  | Data  | Toernooi                                     | Baan                           | Land             | Winnaar                   | Score | Score | Info                 |
| ----- | ----- | -------------------------------------------- | ------------------------------ | ---------------- | ------------------------- | ----- | ----- | -------------------- |
| 06-01 | 09-01 | Phoenix Open                                 | Phoenix Country Club           | Verenigde Staten | Jerry Pate                | 277   | –7    |                      |
| 13-01 | 16-01 | Joe Garagiola-Tucson Open                    | Tucson National Golf Club      | Verenigde Staten | Bruce Lietzke             | 275   | –13   | Eerste PGA Tour-zege |
| 20-01 | 23-01 | Bing Crosby National Pro-Am                  | Pebble Beach Golf Links        | Verenigde Staten | Tom Watson                | 273   | –14   |                      |
| 27-01 | 30-01 | Andy Williams-San Diego Open Invitational    | Torrey Pines Golf Course       | Verenigde Staten | Tom Watson                | 269   | –19   |                      |
| 03-01 | 06-02 | Hawaiian Open                                | Waialae Country Club           | Verenigde Staten | Bruce Lietzke             | 273   | –15   |                      |
| 10-02 | 13-02 | Bob Hope Desert Classic                      | La Quinta Country Club         | Verenigde Staten | Rik Massengale            | 337   | –23   |                      |
| 17-02 | 20-02 | Glen Campbell Los Angeles Open               | Riviera Country Club           | Verenigde Staten | Tom Purtzer               | 273   | –11   | Eerste PGA Tour-zege |
| 24-02 | 27-02 | Tournament Players Championship              | Colonial Country Club          | Verenigde Staten | Jack Nicklaus             | 275   | –13   |                      |
| 04-03 | 07-03 | Florida Citrus Open                          | Bay Hill Club & Lodge          | Verenigde Staten | Gary Koch                 | 274   | –14   |                      |
| 10-03 | 13-03 | Doral-Eastern Open                           | Doral Country Club             | Verenigde Staten | Andy Bean                 | 277   | –11   | Eerste PGA Tour-zege |
| 17-03 | 20-03 | Tournament Players Championship              | Sawgrass Country Club          | Verenigde Staten | Mark Hayes                | 289   | +1    |                      |
| 24-03 | 27-03 | Heritage Classic                             | Harbour Town Golf Links        | Verenigde Staten | Graham Marsh              | 273   | –11   | Eerste PGA Tour-zege |
| 31-03 | 03-04 | Greater Greensboro Open                      | Forest Oaks Country Club       | Verenigde Staten | Danny Edwards             | 276   | –8    | Eerste PGA Tour-zege |
| 07-04 | 10-04 | Masters Tournament                           | Augusta National Golf Club     | Verenigde Staten | Tom Watson                | 276   | –12   |                      |
| 14-04 | 17-04 | MONY Tournament of Champions                 | La Costa Country Club          | Verenigde Staten | Jack Nicklaus             | 281   | –7    |                      |
| 14-04 | 17-04 | Tallahassee Open                             | Killearn Country Club          | Verenigde Staten | Ed Sneed                  | 276   | –12   |                      |
| 21-04 | 24-04 | First NBC New Orleans Open                   | Lakewood Golf Club             | Verenigde Staten | Jim Simons                | 273   | –15   | Eerste PGA Tour-zege |
| 28-04 | 01-05 | Houston Open                                 | Woodlands Country Club         | Verenigde Staten | Gene Littler              | 276   | –12   |                      |
| 05-05 | 08-05 | Byron Nelson Golf Classic                    | Preston Trail Golf Club        | Verenigde Staten | Raymond Floyd             | 276   | –8    |                      |
| 12-05 | 15-05 | Colonial National Invitation                 | Colonial Country Club          | Verenigde Staten | Ben Crenshah              | 272   | –8    |                      |
| 20-05 | 23-05 | Memorial Tournament                          | Muirfield Village Golf Club    | Verenigde Staten | Jack Nicklaus             | 281   | –7    |                      |
| 26-05 | 29-05 | Atlanta Classic                              | Atlanta Country Club           | Verenigde Staten | Hale Irwin                | 273   | –15   |                      |
| 02-06 | 05-06 | Kemper Open                                  | Quail Hollow Country Club      | Verenigde Staten | Tom Weiskopf              | 277   | –11   |                      |
| 09-06 | 12-06 | Danny Thomas Memphis Classic                 | Colonial Country Club          | Verenigde Staten | Al Geiberger              | 273   | –15   |                      |
| 16-06 | 19-06 | US Open                                      | Southern Hills Country Club    | Verenigde Staten | Hubert Green              | 278   | –2    |                      |
| 23-06 | 26-06 | Western Open                                 | Butler National Golf Club      | Verenigde Staten | Tom Watson                | 283   | –5    |                      |
| 30-06 | 03-07 | Greater Milwaukee Open                       | Tuckaway Country Club          | Verenigde Staten | Dave Eichelberger         | 278   | –10   |                      |
| 06-07 | 09-07 | British Open                                 | Turnberry Golf Club            | Schotland        | Tom Watson                | 268   | –12   |                      |
| 07-07 | 10-07 | Ed McMahon-Jaycees Quad Cities Open          | Oakwood Country Club           | Verenigde Staten | Mike Morley               | 267   | –17   | Eerste PGA Tour-zege |
| 14-07 | 17-07 | Pleasant Valley Classic                      | Pleasant Valley Country Club   | Verenigde Staten | Raymond Floyd             | 271   | –13   |                      |
| 21-07 | 24-07 | Canadian Open                                | Glen Abbey Golf Club           | Canada           | Lee Trevino               | 280   | –8    |                      |
| 28-07 | 31-07 | IVB-Philadelphia Golf Classic                | Whitemarsh Valley Country Club | Verenigde Staten | Jerry McGee               | 272   | –12   | Eerste PGA Tour-zege |
| 04-08 | 07-08 | Sammy Davis Jr.-Greater Hartford Open        | Wethersfield Country Club      | Verenigde Staten | Billy Kratzert            | 265   | –19   |                      |
| 11-08 | 14-08 | PGA Championship                             | Pebble Beach Golf Links        | Verenigde Staten | Lanny Wadkins             | 282   | –6    |                      |
| 18-08 | 21-08 | American Express Westchester Classic         | Westchester Country Club       | Verenigde Staten | Andy North                | 272   | –16   |                      |
| 25-08 | 28-08 | Colgate Hall of Fame Golf Classic            | Pinehurst Resort               | Verenigde Staten | Hale Irwin                | 264   | –20   |                      |
| 01-09 | 04-09 | Buick Open                                   | Flint Elks Club                | Verenigde Staten | Bobby Cole                | 271   | –17   | Eerste PGA Tour-zege |
| 02-09 | 05-09 | World Series of Golf                         | Firestone Country Club         | Verenigde Staten | Lanny Wadkins             | 267   | –13   |                      |
| 08-09 | 11-09 | B.C. Open                                    | En Joie Golf Club              | Verenigde Staten | Gil Morgan                | 274   | –13   | Eerste PGA Tour-zege |
| 22-09 | 25-09 | Ohio Kings Island Open                       | Jack Nicklaus Golf Center      | Verenigde Staten | Mike Hill                 | 269   | –11   |                      |
| 29-09 | 02-10 | Anheuser-Busch Golf Classic                  | Silverado Country Club         | Verenigde Staten | Miller Barber             | 272   | –16   |                      |
| 13-10 | 16-10 | San Antonio Texas Open                       | Oak Hills Country Club         | Verenigde Staten | Hale Irwin                | 266   | –14   |                      |
| 20-10 | 23-10 | Southern Open                                | Green Island Country Club      | Verenigde Staten | Jerry Pate                | 266   | –14   |                      |
| 27-10 | 30-10 | Pensacola Open                               | Pensacola Country Club         | Verenigde Staten | Leonard Thompson          | 268   | –16   |                      |
| 03-11 | 06-11 | Walt Disney World National Team Championship | Walt Disney World Resort Golf  | Verenigde Staten | Gibby Gilbert Grier Jones | 253   | –35   |                      |

| Majors |